# Manoj Tiwari
Manoj Tiwari (nacido el 1 de febrero de 1973 en Atarwalia, Bihar)  es un cantante, actor, presentador de televisión y director de música indio. Ha participado como actor en una industria cinematográfica de la India, conocido como el género "Bhojpuri" y en 2005, fue nominado como una de las figuras masculinas de dicho género.

## Biografía
Es hijos de seis hermanos, sus padres son Chandra Deo Tiwari y Lalita Devi, su lugar de nacimiento es Atarwalia, un pequeño pueblo en el distrito de Kaimur de Bihar.

## Carrera
Antes de la participación de Tiwari en el cine, en la que había pasado diez años trabajando como cantante.  En 2003, le ofrecieron participar en una película titulada 'Sasura Bada Paise Wala'. La BBC informó que los costos de producción eran de $ 65.000, en la que se convirtieron a $ 3 millones, mientras que The Hindu reportó un costo de INR 3,5-4000000000, como resultado de la recaudación de INR45 millones ($ 720.000). Indian Express reportó una cifra de INR65 millones ($ 1,0 millones ). El Jharkhand Asociación Cinematográfica Bihar vio esta producción como un punto de inflexión para el cine Bhojpuri. A esto le siguieron los exitosos filmes como Daroga Babu I Love You y Bandhan Toote Na. Si bien el género Bhojpuri, en el que se había mantenido generalmente en sus historias tradicionales. En estas películas que ha trabajado como actor, ha beneficiado a los productores cinematográficos en estar dispuestos a poner en cerca de Rs 8 millones en cada una de sus películas, porque concideraban los rendimientos de Tiwari como positivos.
La BBC informó en 2005, destacó que Tiwari y Ravi Kishan, eran los más grandes estrellas masculinas en el mercado floreciente del cine Bhojpuri y que Tiwari podía cobrar unos 90.000 dólares por sus películas.

## Filmografía

### Como Director
| Película      | Idioma | Año  |
| ------------- | ------ | ---- |
| Hello Darling | Hindi  | 2010 |

### Televisión
| Programa                                 | Personaje |
| ---------------------------------------- | --------- |
| Bigg Boss 4 (2010)                       | Himself   |
| Sur Sangram (season 1 & 2)               | Host      |
| Nehle Pe Dehla                           | Host      |
| Bharat Ki Shaan: Singing Star (Season 2) | Host      |
| Welcome - Baazi Mehmaan-Nawaazi ki(2013) | Himself   |